# Say rượu

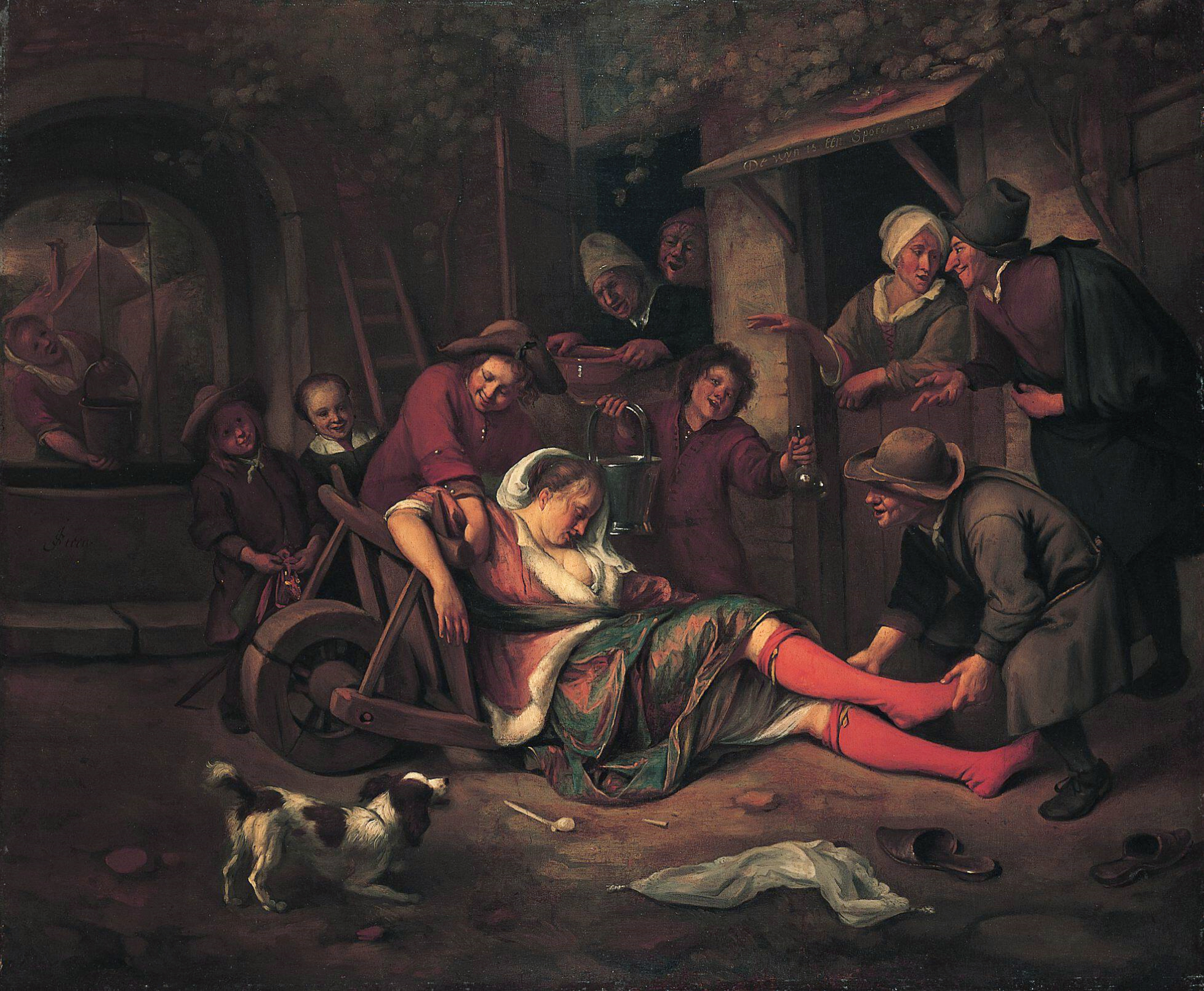
Jan Steen c. 1663

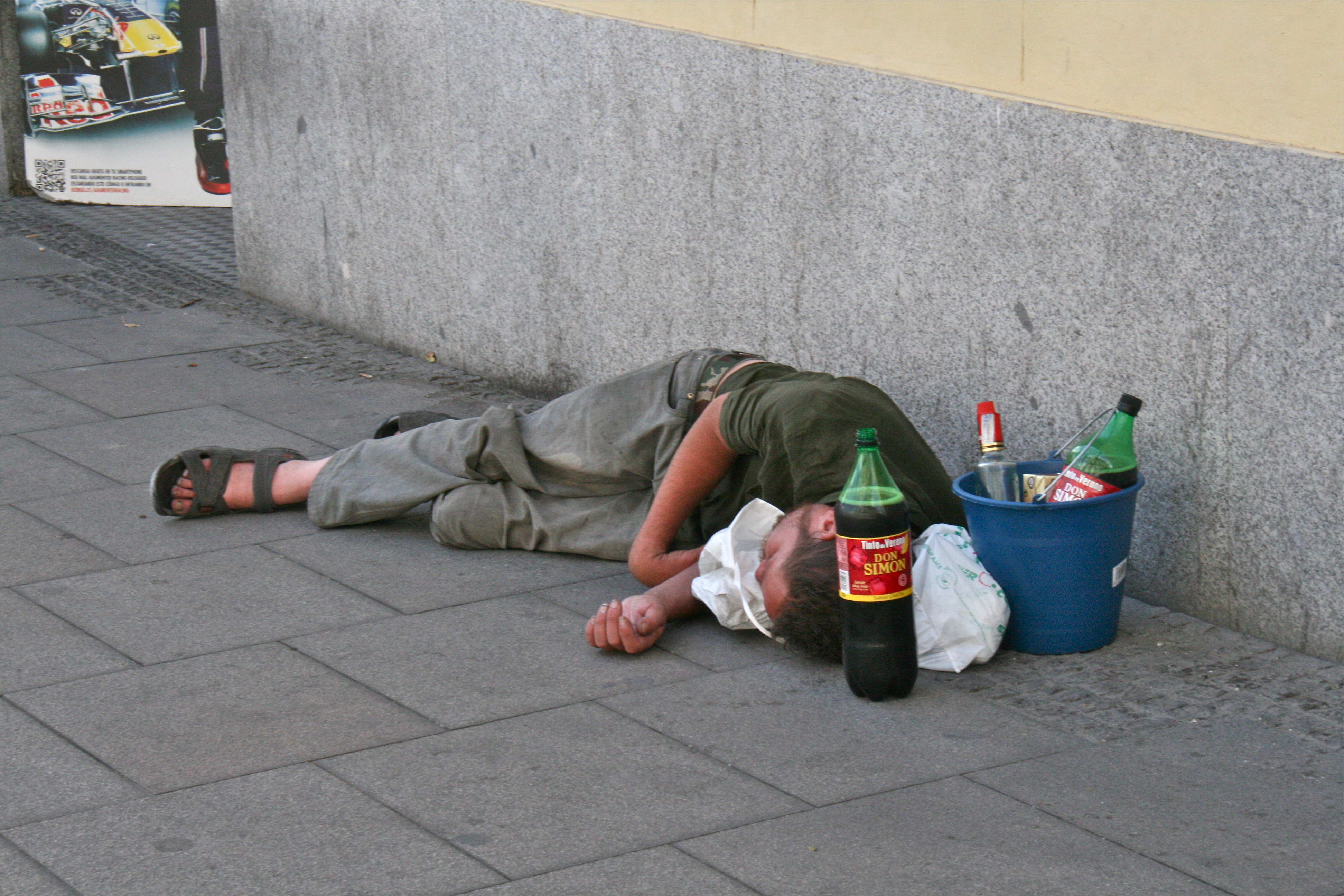
Một người say rượu trên đường phố

Say rượu (còn gọi là xỉn) là một trạng thái sinh lý gây ra bởi việc tiêu thụ thức uống có cồn như rượu, bia,... có thể dẫn tới ngộ độc do sử dụng quá mức. Vấn đề phát sinh khi chất cồn trong rượu bia tích tụ trong máu nhanh hơn khả năng chuyển hóa của gan.

## Triệu chứng
Trong trạng thái say rượu, tâm trí và cơ thể trở nên suy yếu. Triệu chứng phổ biến thường gặp ở người trong trạng thái say rượu có thể bao gồm nói líu lưỡi, nói nhiều, mất thăng bằng, phối hợp cơ thể kém, mặt đỏ, nôn mửa. Người say rượu nặng, còn gọi là "nát" rượu hay say "quắc cần câu" thường có biểu hiện thay đổi các hành vi thông thường của họ. Do đó, Nhiều nước ban hành luật cấm người say rượu ở các mức độ xác định làm những hành vi cụ thể như lái xe hay vận hành máy móc. Tùy thuộc vào mức độ say rượu, người say có thể có cảm giác hưng phấn, tốt đẹp. Một lượng nhỏ rượu vừa phải có thể làm giảm sự ức chế xã hội và tình dục. Tuy nhiên, uống một lượng lớn rượu sẽ gây ảnh hưởng nhiều phần cơ thể cùng lúc gây tác hại nghiêm trọng và lâu dài cho sức khỏe, thậm chí dẫn đến tử vong do ngộ độc rượu.

## Triệu chứng black-out
Triệu chứng mất trí nhớ tạm thời khi uống rượu bia quá nhiều (black-out) xảy ra khi khu hồi hải mã trong thùy thái dương của não bộ - có chức năng lưu giữ thông tin và hình thành ký ức trong trí nhớ dài hạn cũng như giúp định hướng trong không gian bị hủy hoại hóa học. Khi say rượu, chất cồn làm nhiễu cơ quản thụ cảm trong khu hồi hải mã - có chức năng truyền dẫn glutamate mang thông tin giữa các nơ-ron và thỉnh thoảng làm cơ quản thụ cảm ngưng hoạt động. Điều này khiến các nơ-ron thần kinh tạo ra steroid làm chặn sự liên lạc giữa những nơ-ron này với nhau. Từ đó nhận thức dài hạn bị phá vỡ. Cơ thể khi đó vẫn có thể làm các công việc bình thường như nói chuyện, đi lại hay ăn uống nhưng não bộ vào thời điểm ấy không tạo ký ức để lưu giữ lại khiến người đó về sau không nhờ bất cứ điều gì trong thời điểm đó. Nếu bị mất trí nhớ nhẹ, người ta sau khi tỉnh rượu không nhớ những gì đã làm trong khoảng thời gian ngắn nhưng có thể nhớ lại khi được ai đó nhắc, trong khi mất trí nặng khiến họ không nhớ được ký ức khoảng thời gian dài hơn dù được nhắc lại. Black-out chia làm hai loại: en bloc và fragmentary.

## Cách giải rượu

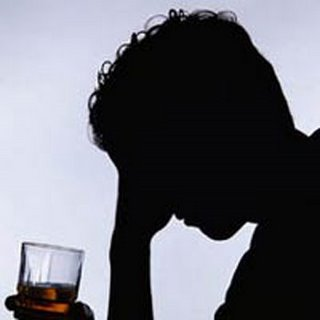
Tác động của cồn trong rượu gây trạng thái nhức đầu

Đối với những người say rượu, việc cần thiết nhất là để họ nghỉ ngơi và bổ sung nước cùng các chất điện giải. Những người say rượu có thể hoàn toàn hồi phục về trạng thái bình thường trong vòng 24h.
Nếu muốn giải rượu bia nhanh, có rất nhiều cách hiện đang được chia sẻ. Trong đó, phổ biến nhất là sử dụng các loại thực phẩm như mật ong, gừng, cà chua, dưa hấu... Đây chủ yếu là các loại thực phẩm cung cấp lượng đường nhất định, cùng với các chất dinh dưỡng mà cơ thể mất đi, qua đó giúp người say rượu hồi phục nhanh hơn. Ngoài ra, trong dân gian cũng lưu truyền các bài giải rượu rất hiệu quả từ Atiso, búp lá dong và sắn dây...